# Campeonato Sudamericano de Natación de 1929
El Campeonato Sudamericano de Natación de 1929 se celebró en Santiago de Chile, Chile en la piscina del Estadio Militar. Fue el primer campeonato oficial tras la creación de la CONSANAT. El certamen contó con la participación de los equipos masculinos de tan solo tres países, Argentina, Brasil y Chile, realizándose solamente 4 pruebas.  El argentino Alberto Zorrilla se consagró campeón en los cuatro eventos disputados en la natación, llevando a la delegación Argentina a proclamarse como campeona del certamen.

## Resultados

### Masculino
| Prueba        | Ganador          |
| ------------- | ---------------- |
| 100 m libre   | Alberto Zorrilla |
| 400 m libre   | Alberto Zorrilla |
| 100 m espalda | Alberto Zorrilla |
| 100 m pecho   | Alberto Zorrilla |

### Waterpolo
| Evento | Oro     | Plata     | Bronce |
| ------ | ------- | --------- | ------ |
| Torneo | Uruguay | Argentina | Chile  |